# 599
599(오백구십구)는 598보다 크고 600보다 작은 자연수다.

## 수학
- 109번째 소수(素數)다. 앞의 소수는 593, 다음 소수는 쌍둥이 소수인 601이다.
  - 29번째 슈퍼 소수로, 599의 소수 순번인 109도 소수다. 앞의 슈퍼 소수는 587, 다음은 617이다.
- {\displaystyle 19^{13}-1}은 599로 나누어떨어진다.

## 과학·기술
- NGC 599(독일어판, 프랑스어판): 고래자리 방향에 있는 타원은하.
- 페라리 599: 페라리의 스포츠카.

## 교통
- 599번 지방도: 충청북도 음성군 소이면에서 충주시 소태면까지 이어지는 대한민국의 지방도.
- 현도 제599호선

## 군사
- U-599(영어판, 독일어판): 제2차 세계 대전에 사용된 나치 독일의 군용 잠수함.

## 문화유산
- 대한민국의 보물 제599호: 쌍자총통

## 기타
- 연도: 599년, 기원전 599년